# Мејплтаун (Мејн)
Мејплтаун (енгл. Mapleton) насељено је место без административног статуса у америчкој савезној држави Мејн.

## Демографија
По попису из 2010. године број становника је 683.
| Група             | 2000.    | 2010.       |
| Белци             | 0 (0,0%) | 666 (97,5%) |
| Афроамериканци    | 0 (0,0%) | 1 (0,1%)    |
| Азијати           | 0 (0,0%) | 4 (0,6%)    |
| Хиспаноамериканци | 0 (0,0%) | 6 (0,9%)    |
| Укупно            | 0        | 683         |